# موانئ على طريق الحرير البحري
حظيت مبادرة الحزام والطريق منذ أطقتها الصين في عام 2013 باهتمام دولي واسع. وبحسبان أنها تدعو لإحداث تحولات غير مسبوقة في النظام الاقتصادي والاجتماعي والجيوإستراتيجي. تشمل المبادرة الطرق النقلية البحرية والبرية. وإن الشركات الصينية تنشط بكثرة في مجال إنشاء وصيانة الموانئ في الخارج، ومثل هذه المشاريع تمتد من اليونان إلى مصر وسنغافورة وبلجيكا وغيرها من الدول.

## موانئ على طريق الحرير البحري

### ميناء جوادر
يعد ميناء جوادر مشروعاً رئيسياً في مبادرة الحزام والطريق الصينية لبناء علاقات اقتصادية قوية بين الصين والبلدان الواقعة على طول طريق الحرير. ويصل التنافس وتغيير الأفق الإستراتيجي في المنطقة مداه، حين يكون الحديث عن ميناء جوادر الباكستاني الجديد. فهذا الميناء يطل على بحر العرب جنوب غربي باكستان بالقرب من مضيق هرمز الذي تعبر منه ثلث تجارة النفط العالمية بين جنوب ووسط آسيا والشرق الأوسط، فضلا عن كونه الجزء الأكثر أهمية في طريق الحرير القديم الذي يربط الصين بالقارات القديمة الثلاث (آسيا، أوروبا، إفريقيا).

### ميناء حيفا
يقع ميناء حيفا شمال وسط مدينة حيفا ويطل على البحر المتوسط، ويمتد بطول 3 كم على الشاطئ الأوسط للمدينة. ويحتوي على مرافق صناعية وتجارية، إلى جانب مرافق سفن الرحلات السياحية. ومينا حيفا هو أحد أكبر موانئ شرق المتوسط من حيث حجم الشحن، حيث يتم شحن أكثر من 22 مليون طن في هذا الميناء سنوياً. ويعمل في هيئة الميناء أكثر من 1000 شخص، ويرتفع الرقم إلى 5000 شخص عند رسو سفن الرحلات في حيفا.

### ميناء بيرايوس اليوناني
اليونان هي الشريك البحري الأقوى للصين في هذا الجزء من العالم؛ لذا فقد اشترت شركة الشحن الصينية كوسكو حصة كبيرة في بيرايوس القريب من أثينا. والذي تعتبر بكين نقطة انطلاق للتوسع التجاري في أوروبا. وفي لقاء الرئيس الصيني بالرئيس اليوناني قال الرئيس ميتسوتاكيس:
| موانئ على طريق الحرير البحري | سيصبح بيرايوس نقطة عبور بين اليونان وآسيا والبوابة الرئيسية من وإلى آسيا | موانئ على طريق الحرير البحري |

وقال الرئيس الصيني:
| موانئ على طريق الحرير البحري | بفضل تعاوننا، أصبح بيرايوس أكبر ميناء في البحر المتوسط وأحد أهم مشاريع مبادرة طريق الحرير | موانئ على طريق الحرير البحري |

### ميناء كومبروت التركي
في عام 2015م، حصلت الشركة الصينية لخطوط الشحن (كوسكو) عل حصة الأسد في ميناء «كومبورت» والذي يعد ثالث أكبر الموانئ في تركيا. تبلغ القدرة التشغيلية لهذا الميناء 2.1 مليون حاوية شحن من حجم عشرين قدماً، وذلك بالتزامن مع دخول مجموعة شركات صينية، من بينها «تشاينا ميرشنت» العالمية القابضة "CMHI" كشركاء بعد شرائهم حصة %65 من فيبا القابضة. وفي نفس الوقت يعد هذا الميناء الواقع على بحر مرمرة بالجانب الأوروبي للعاصمة التركية إسطنبول أحد أسرع الموانئ التركية نمواً في حجم العائدات والعمليات، وذلك بفضل موقعه الإستراتيجي الذي يبعد 35 كم من مضيق البوسفور ويعد المنفذ الوحيد للمناطق الواقعة على البحر الأسود، ويتكون الميناء من 6 أرصفة بحرية.